# Lonesome Crow
Albums de Scorpions
Fly to the Rainbow
(1974)
Lonesome Crow est le premier album du groupe de hard rock allemand Scorpions, sorti en 1972.
Il s'agit du seul album entièrement produit avec le guitariste Michael Schenker.
Cet album produit par Conny Plank n'est pas représentatif du style plus hard rock pour lequel est connu Scorpions. En effet, les musiques qui composent Lonesome Crow sont à rapprocher du mouvement psychédélique de la fin des années 1960. On y trouve tout de même un fond musical qui fera la marque du groupe au cours des années 1970. Seul le titre In Search of the Peace of Mind a été récupéré pour la première compilation du groupe en 1978. Néanmoins, l'album comprend d'autres titres de caractère comme I'm Going Mad, Leave Me et Inheritance.[réf. souhaitée]

## Liste des pistes
Toutes les chansons sont écrites et composées par Scorpions.
| 1.    | I'm Going Mad                  | 4:52  |
| 2.    | It All Depends                 | 3:23  |
| 3.    | Leave Me                       | 5:02  |
| 4.    | In Search of the Peace of Mind | 4:56  |
| 5.    | Inheritance                    | 4:37  |
| 6.    | Action                         | 3:53  |
| 7.    | Lonesome Crow                  | 13:39 |
| 40:22 |                                |       |

## Personnel
Scorpions
- Klaus Meine : chant
- Michael Schenker : guitare
- Rudolf Schenker : guitare
- Lothar Heimberg : basse
- Wolfgang Dziony : batterie

Production
- Produit par Conny Plank
- Conçu et mixé par Dieter Mobius
- Masterisé par Willem Makkee